# Laternaria sultana
Laternaria sultana är en insektsart som först beskrevs av Adams 1847.  Laternaria sultana ingår i släktet Laternaria och familjen lyktstritar. Inga underarter finns listade i Catalogue of Life.